# Champlain (New York)
Pour les articles homonymes, voir Champlain.
Ne doit pas être confondu avec Champlain (village, New York).
Champlain est une municipalité (town) américaine de l'État de New York, située dans le comté de Clinton.

## Géographie
La municipalité s'étend sur 152,34 km2 à l'extrémité nord-est du comté de Clinton et de l'État de New York. Elle est baignée à l'est par le lac Champlain qui la sépare du Vermont et bordée par la frontière canadienne au nord.
Elle comprend les villages de Champlain, son siège administratif, et Rouses Point, le plus peuplé, ainsi que les localités de Coopersville et Perry Mills.
| Hemmingford (Québec, Canada) | Saint-Bernard-de-Lacolle (Québec, Canada) | Lacolle (Québec, Canada) |
| Mooers                       | Champlain                                 | Alburgh (Vermont)        |
|                              | Chazy                                     |                          |

## Histoire
La municipalité, qui doit son nom au lac homonyme, est fondée en 1788 sur un territoire bien plus vaste qu'aujourd'hui qui est réduit en 1799 avec la création de Chateaugay, puis en 1804 lorsque sont fondées les municipalités de Chazy et Mooers.

## Politique et administration
La municipalité est administrée par un superviseur et un conseil de quatre membres élus pour deux ans.